# 广深铁路黄埔支线
广深铁路黄埔支线，又称“黄埔港铁路”，是广深铁路通至黄埔旧港的支线，位于中国广东省广州市。

## 历史

### 黄埔港支线
在黄埔支线建设前，便有多次建设连接广州至黄埔铁路、开辟黄埔港的计划，唯因各种情况未能成事。
1905年，华侨张振勋曾计划修筑广州至厦门的铁路，并拟先建造广州至黄埔一段，以开辟黄埔港；但因工程浩大，加上清政府未及时发还海外侨商投资粤汉铁路的股金，导致张氏放弃计划。孙中山随后亦提出开辟黄埔港的计划，但因时局动荡而未能继续研究。1925年省港大罢工后，广州各界人士成立筑路委员会和中华各界开辟黄埔商埠促进会，但因缺乏资金，仅在修成公路后便结业。
1936年，粤汉铁路全线贯通，英方推动与广九铁路接轨，但因此前遭各界群众反对未能成事，而改变策略，以向广州市兴办市政建设提供贷款为诱饵，开辟黄埔港并修建黄埔支线，以避民愤。同年8月，粤汉铁路管理局正式成立，并在9月成立黄埔港铁路支线测量队，在同年完成勘测。经研究决定新建西联站，由此站出岔，经沙河至石牌跨广九铁路至鱼珠。因黄埔港区规划未定，未勘测鱼珠至黄埔段。
1937年1月，黄埔港支线正式开工。同年7月抗日战争爆发，故将该线改作广北联络线，同年8月22日完成西联至石牌段铺轨，而石牌至鱼珠段已建成的路基桥涵全部废弃。

### 黄埔支线
广州沦陷后，日军为打通海陆联运的交通线，于1939年着手修筑广九铁路黄埔支线，但并未采用国民政府此前设计的石牌出岔方案。该线自吉山站出岔，经鱼珠至黄埔港区。期间日军强征当地乡民千余人参与修筑，通车后因轨道陷入淤泥地区，故强拆民房砖瓦填充以维持通车。日本投降后，线路设备破损严重，但国民政府未进行修正，便勉强维持通车。
1949年后，人民政府多次对该线路及设备进行维修。1967-68年为全线更换了新的轨道，1975-76年将沿线桥梁更换为钢筋混凝土梁，1981年再进行了较为全面的整修。而在1979年，该线停止了客运服务。

## 线路
黄埔支线由广州市天河区吉山站（即现天河东站货场）东端出岔，经由鱼珠站至黄埔港区，正线长5.36公里。
黄埔支线共设鱼珠、黄埔两站。当中鱼珠站原为乘降所，1956年鱼珠贮木场建成后开站。1959年至1966年期间，相继建成鱼珠煤场、鱼珠糖仓后，该站逐渐扩建为近郊客运站；1979年停止客运。截至2000年，鱼珠站设有4股站线，设有连接临近企业和军队的专用线；黄埔站共有站线8股。